# 킴 부탱
킴 부탱(프랑스어: Kim Boutin, 1994년 12월 16일~)은 캐나다의 쇼트트랙 선수이다. 2014년 세계 주니어 선수권 대회에서 계주 은메달을 획득하였고, 2018년에는 평창 올림픽 여자 쇼트트랙 500m 부문에서 동메달을 획득했다.

## 경력

### 2018년 동계 올림픽
2017년 8월 부탱은 캐나다의 2018년 동계 올림픽 국가대표로 선발되었다.
부탱은 여자 500 m에서 4위로 들어왔으나, 심판진이 두 번째로 결승선에 들어온 최민정을 영상 판독 결과 밀기 반칙 판정을 주어 실격시키면서 동메달을 받게 되었다. 처음에는 경기 우승자인 아리아나 폰타나와의 접촉 때문에 실격 처리된 것으로 보도되었으나, 후에는 부탱과 먼저 접촉했기 때문이라고 밝혀졌다. 경기 다음날 부탱이 한국인들로부터 살해 협박을 포함한 악플 세례를 받게 된 사실이 보도되었다.
부탱은 2월 17일 1,500 m 경기에서 막판 전까지 선두를 유지한 후에 동메달을 받았다. 최민정은 두 바퀴가 남은 상황에서 부탱을 추월해 바깥으로 크게 돌며 우승을 향한 선두를 확보하였다.